# Oqjetpes Fýtbol Klýby
L'Oqjetpes Futbol Kluby (kazako: Оқжетпес Футбол Клубы) è una società calcistica kazaka con sede nella città di Kökşetau. Milita nella seconda serie del campionato di calcio kazako.

## Storia
Fondato nel 1968 come Torpedo, il club viene rinominato più volte:
- 1968: fondazione come Torpedo
- 1990: rinominato Spartak
- 1991: rinominato Kökşetaw
- 1994: rinominato Kökşe
- 1997: rinominato Avtomobilist e spostato a Şortandy
- 1998: rinominato Chimik e spostato a Stepnogorsk
- 1999: rinominato Akmola
- 2000: riportato a Kökşetau
- 2001: rinominato Esil
- 2004: rinominato Oqjetpes

Ha partecipato a 1 edizione delle coppe europee, la UEFA Europa League 2009-2010.

## Palmarès

### Competizioni nazionali
- Birinşi Lïga: 4

2014, 2018, 2022, 2024

## Oqjetpes nelle Coppe europee
In grassetto le gare casalinghe.
| Stagione | Competizione       | Turno          | Nazione             | Avversario      | Andata | Ritorno | Totale |
| -------- | ------------------ | -------------- | ------------------- | --------------- | ------ | ------- | ------ |
| 2009-10  | UEFA Europa League | 1° preliminare | Moldavia (bandiera) | Zimbru Chişinău | 2-1    | 0-2     | 2-3    |

## Organico

### Rosa 2020
Aggiornata al 7 settembre 2020.
| N. |                        | Ruolo | Calciatore          |
| -- | ---------------------- | ----- | ------------------- |
| 3  | Kazakistan (bandiera)  | D     | Talğat Kwsyapov     |
| 4  | Bielorussia (bandiera) | D     | Aljaksej Haŭrylovič |
| 5  | Russia (bandiera)      | D     | Daniil Čertov       |
| 6  | Kazakistan (bandiera)  | C     | Miras Tuliev        |
| 7  | Nigeria (bandiera)     | D     | Aliyu Abubakar      |
| 8  | Estonia (bandiera)     | C     | Artjom Dmitrijev    |
| 9  | Russia (bandiera)      | A     | Islamnur Abdulavov  |
| 10 | Kazakistan (bandiera)  | C     | Altynbek Saparov    |
| 13 | Russia (bandiera)      | P     | Aleksandr Šepljakov |
| 14 | Ucraina (bandiera)     | D     | Taras Bondarenko    |
| 15 | Kazakistan (bandiera)  | D     | Niyaz Idrisov       |
| 17 | Kazakistan (bandiera)  | A     | Jasulan Moldaqaraev |
| 18 | Kazakistan (bandiera)  | D     | Timur Zhakupov      |
| 19 | Kazakistan (bandiera)  | D     | Azat Ersalïmov      |

| N. |                       | Ruolo | Calciatore           |
| -- | --------------------- | ----- | -------------------- |
| 21 | Bulgaria (bandiera)   | D     | Plamen Dimov         |
| 22 | Kazakistan (bandiera) | D     | Dmitri Schmidt       |
| 23 | Kazakistan (bandiera) | C     | Evgeniy Ashikhmin    |
| 24 | Serbia (bandiera)     | C     | Milan Stojanović     |
| 27 | Kazakistan (bandiera) | C     | Ulanbek Kuanyshbekov |
| 28 | Montenegro (bandiera) | A     | Darko Zorić          |
| 30 | Kazakistan (bandiera) | A     | Sanat Jumaxanov      |
| 31 | Kazakistan (bandiera) | P     | Ruslan Abzhanov      |
| 35 | Kazakistan (bandiera) | P     | Yaroslav Baginskiy   |
| 77 | Kazakistan (bandiera) | C     | Il'ya Kalïnïn        |
| 88 | Brasile (bandiera)    | C     | Gian Martins         |
| 91 | Serbia (bandiera)     | A     | Marko Obradović      |
| 94 | Kazakistan (bandiera) | D     | Grigoriy Sartakov    |
| 99 | Moldavia (bandiera)   | C     | Vsevolod Nihaev      |